# شورای عالی صنایع دریایی کشور
شورای عالی صنایع دریایی کشور براساس ماده (۹) قانون توسعه و حمایت از صنایع دریایی و ماده (۲) آیین‌نامه اجرایی قانون توسعه و حمایت از صنایع دریایی تشکیل شد. اولین رئیس دبیرخانه شورای عالی، در مهرماه سال ۱۳۸۷ منصوب گردید و بدین ترتیب دبیرخانه شورای عالی صنایع دریایی کشور فعالیت‌های خود را آغاز نمود.

## اهداف کلان
بر اساس ماده (۲) آیین‌نامه اجرایی قانون توسعه و حمایت از صنایع دریایی و ماده (۹) قانون توسعه و حمایت از صنایع دریایی، اهم وظایف این شورا به شرح زیر است:
1. سیاستگذاری و ایجاد هماهنگی
2. تقسیم کار و حسن انجام وظایف هر یک از دستگاه‌های اجرایی و نهادسازی در صورت لزوم
3. تهیه اسناد بالادست توسعه دریایی کشور
4. بهبود فضای کسب و کار و تسهیل سرمایه‌گذاری‌ها
5. رفع تعارضات و خلاءهای قانونی

ماده(۲) ـ وظایف شورای عالی صنایع دریایی کشور به شرح زیر می‌باشد:
الف ـ سیاستگذاری و ایجاد هماهنگی لازم در جهت بهره‌گیری کامل از ظرفیت‌های کشور در بخش صنایع و امور دریایی، اتخاذ تصمیمات راهبردی و نظارت بر اجرای مصوبات در جهت رفع مشکلات و موانع فعالیت‌های امور دریایی و صنایع مربوط متناسب با نقش و جایگاه این صنعت در توسعه اقتصادی، اجتماعی، دفاعی و امنیتی کشور.
ب ـ هماهنگی بین دستگاه‌های اجرایی به منظور حُسن انجام وظایف مرتبط با صنایع و امور دریایی کشور در جهت سیاست‌ها، برنامه‌ها و تصمیمات متخذه.
پ ـ تصویب سند راهبردی و نقشه راه و برنامه عملیاتی و نظام نوآوری بخشی صنایع دریایی کشور و ارایه آن به مراجع ذیربط در صورت لزوم.
ت ـ بررسی راهکارهای جذب سرمایه‌های داخلی و خارجی در صنایع و امور دریایی با رعایت قوانین و مقررات مربوط.
ث ـ بازنگری قوانین و مقررات مربوط به حوزه امور دریایی کشور و ارایه پیشنهاد به مراجع ذی‌ربط.
تبصره(۱) ـ آیین‌نامه نحوه تشکیل جلسات شورا، کمیسیون راهبری (کمیسیون تخصصی)، کمیته‌های تخصصی و شرح وظایف دبیرخانه شورای عالی و سایر امور مرتبط در اولین جلسه شورای عالی به تصویب خواهد رسید.
تبصره(۲) ـ دبیرخانه شورای عالی در وزارت صنایع و معادن تشکیل و رئیس دبیرخانه توسط وزیر صنایع و معادن انتخاب می‌گردد.

## وظایف شورای عالی
برخی وظایف تفصیلی شورای عالی بر اساس قانون توسعه و حمایت از صنایع دریایی و ماده (۳۴) قانون برنامه چهارم توسعهبه شرح زیر است:
- سیاستگذاری و ایجاد هماهنگی
- تهیه اسناد بالادست توسعه دریایی کشور
- حفظ امور سیاستگذاری، برنامه‌ریزی و نظارت برای دولت
- واگذاری رقابتی امور تصدی به بخشهای غیردولتی در مناطق ساحلی و دریاها
- تقسیم کار و حسن انجام وظایف هر یک از دستگاه‌های اجرایی و نهادسازی در صورت لزوم
- رفع تعارضات و خلاءهای قانونی
- انجام مطالعات تطبیقی در قوانین، مقررات، آیین‌نامه‌ها، اساسنامه‌ها و شرح وظایف دستگاه‌های اجرایی مرتبط با فعالیتهای دریایی
- بازنگری قوانین و مقررات مربوط به حوزه امور دریایی کشور و ارایه پیشنهاد به مجلس شورای اسلامی یا مراجع ذی‌ربط.
- ارایه لوایح مورد نیاز برای توسعه فعالیتهای دریایی (با اصلاح قوانین مرتبط و حذف وظایف موازی، مشابه و متضاد و تجمیع وظایف همگن و متجانس هر یک از دستگاه‌ها، تفکیک کامل وظایف دستگاه‌ها برای اعمال حاکمیت)
- تعیین محورهای توسعه و پیشرفت دریایی کشور
- هماهنگی بین دستگاه‌های اجرایی به منظور حُسن انجام وظایف مرتبط با صنایع و امور دریایی کشور (در جهت سیاست‌ها، برنامه‌ها و تصمیمات متخذه)
- یکسان‌سازی تعاریف و اصطلاحات قانونی دریایی. (با ملاحظه تعاریف و اصطلاحات بین‌المللی کنوانسیونهای بین‌المللی که ایران عضو آنها است)
- بهره‌گیری کامل از ظرفیت‌های کشور در بخش‌های مختلف صنایع و امور دریایی
- اتخاذ تصمیمات راهبردی و نظارت بر اجرای مصوبات
- رفع مشکلات و موانع فعالیت‌های امور دریایی و صنایع مربوط (متناسب با نقش و جایگاه این صنعت در توسعه اقتصادی، اجتماعی، دفاعی و امنیتی کشور)
- تصویب سند راهبردی دریایی
- تصویب نقشه راه دریایی
- تصویب برنامه عملیاتی توسعه دریایی
- تصویب نظام نوآوری دریایی کشور
- راه اندازی دبیرخانه شورای عالی
- تصویب شرح وظایف دبیرخانه شورای عالی
- تصویب آیین‌نامه نحوه تشکیل جلسات شورای عالی
- تشکیل کمیسیون راهبری (کمیسیون تخصصی)
- تشکیل کارگروه‌ها و کمیته‌های تخصصی شورای عالی حسب مورد
- بررسی راهکارهای جذب سرمایه‌های داخلی و خارجی در صنایع و امور دریایی (با رعایت قوانین و مقررات مربوط)
- بهبود فضای کسب و کار و تسهیل سرمایه‌گذاری‌ها
- تسهیل تجارت و حمل و نقل
- استقرار صنایع دریایی
- گسترش گردشگری دریایی
- کمک به بهره‌برداری پایدار منابع شیلاتی
- استفاده بهینه از مناطق ساحلی و دریایی
- توسعه فعالیت‌های تولیدی و خدمات دریایی
- برقراری امنیت و تأمین نظم در سواحل، جزایر و دریاها.
- تعیین مقررات حقوقی و رویه‌های قضائی دریایی.
- انجام کلیه امور تجاری از طریق بنادر و اسکله‌های تجاری و گمرکات رسمی.
- ایمنی در دریا، بیمه‌های دریایی
- امداد و نجات در دریایی.
- حفاظت از محیط زیست دریایی و تعیین حریم‌ها و پهنه‌بندی نواحی ساحلی و آبهای داخلی و بین‌المللی.
- بهره‌برداری پایدار از نواحی ساحلی و دریایی
- حمایت از ناوگانهای جمهوری‌اسلامی ایران بر اساس قواعد بین‌المللی
- حمایت از سرمایه‌گذاری‌ها در فعالیت‌های اقتصادی دریا نظیر؛
  - حمل و نقل دریایی
  - منابع تجدیدناپذیر دریایی (نفت و گاز، معادن و…)
  - منابع تجدیدپذیر دریایی (آبزیان و…)
  - گردشگری دریایی
  - خدمات پشتیبانی و صنعتی دریایی.
- توسعه آموزش‌های دریایی، پژوهش‌های دریایی، فناوری‌های دریایی، داده‌های دریایی و اقیانوسی، از جمله:
  - علمی دریایی
  - مهندسی دریا
  - مدیریت دریایی
  - حقوق دریایی
  - مهارت‌های تخصصی دریایی
  - دریانوردی
  - تحقیقات دریایی
  - ثبت پایش اطلاعات اقیانوس‌شناسی
  - فناوری اطلاعات و ارتباطات دریایی
- حمایت از ناوگان ملی براساس قواعد بین‌المللی
- فراهم کردن امکانات و زیرساخت‌های لازم برای گسترش فعالیت‌های ماهیگیری
- توسعه، تجهیز، نگهداری و بهسازی بنادر صیادی.
- سازماندهی و تجهیز مراکز تخلیه صید کوچک
- ارتقاء بهره‌وری بنادر ماهیگیری (با رویکرد بهبود کیفیت، افزایش ارزش افزوده صید و گسترش مشارکت بخش غیردولتی)

## تصمیمات و اقدامات شورای عالی
عناوین برخی از تصمیمات و اقدامات شورای عالی:
- طراحی و تدوین زیرساخت داده‌های مکان محور و اطلاعات دریایی (MSDI)
- تهیه آمار و اطلاعات توسعه دریایی
- محاسبه شاخص‌های حوزه‌های تخصصی دریایی
- تسهیل در امور گمرکی بر اساس ماده (۵) قانون توسعه و حمایت از صنایع دریایی
- تأمین مالی پروژه‌های دریایی در استان‌های ساحلی
- تأمین منابع مورد نیاز برای صندوق توسعه صنایع دریایی
- و…

## متن ماده ۳۴ قانون برنامه چهارم توسعه
ماده ۳۴ - دولت موظف است به‌منظور تسهیل تجارت و حمل و نقل، استقرار صنایع دریایی، گسترش گردشگری، کمک به بهره‌برداری پایدار منابع شیلاتی و استفاده بهینه از این مناطق، برای توسعه فعالیت‌های تولیدی و خدمات دریایی، با حفظ امور سیاستگذاری، برنامه‌ریزی و نظارت برای خود، ضمن واگذاری رقابتی امور تصدی به بخشهای غیردولتی در مناطق ساحلی و دریاها، با انجام مطالعات تطبیقی در قوانین، مقررات، آیین‌نامه‌ها، اساسنامه‌ها و شرح وظایف دستگاه‌های اجرایی مرتبط با فعالیتهای دریایی، لوایح مورد نیاز برای توسعه فعالیتهای دریایی را با اصلاح قوانین مرتبط و حذف وظایف موازی، مشابه و متضاد و تجمیع وظایف همگن و متجانس هر یک از دستگاه‌ها، تفکیک کامل وظایف دستگاه‌ها برای اعمال حاکمیت و براساس محورهای زیر تهیه و برای تصویب به‌مجلس شورای اسلامی ارائه نماید:
الف - یکسان‌سازی تعاریف و اصطلاحات قانونی (با ملاحظه تعاریف و اصطلاحات بین‌المللی) کنوانسیونهای بین‌المللی که ایران عضو آنها است.
ب - برقراری امنیت و تأمین نظم، تعیین مقررات حقوقی و رویه‌های قضائی.
ج - انجام کلیه امور تجاری از طریق بنادر و اسکله‌های تجاری و گمرکات رسمی.
د - ایمنی در دریا، بیمه‌های دریایی و امداد و نجات در دریا.
هـ - حفاظت از محیط زیست و تعیین حریم‌ها و پهنه‌بندی نواحی ساحلی و آبهای داخلی و بین‌المللی.
و - بهره‌برداری پایدار از نواحی ساحلی، دریایی، حمایت از ناوگانهای جمهوری‌اسلامی ایران بر اساس قواعد بین‌المللی و حمایت از سرمایه‌گذاری‌ها در فعالیت‌های اقتصادی، نظیر؛ حمل و نقل دریایی، منابع تجدیدناپذیر دریایی (نفت و گاز، معادن و…)، منابع تجدیدپذیر دریایی (آبزیان و…)، گردشگری دریایی، خدمات پشتیبانی و صنعتی دریایی.
ز - آموزش‌های علمی، مهندسی، مدیریت، حقوقی و مهارت‌های تخصصی دریایی و دریانوردی.
ح - تحقیقات دریایی، ثبت پایش اطلاعات اقیانوس‌شناسی و فناوری اطلاعات و ارتباطات دریایی.
ط - حمایت از ناوگان ملی براساس قواعد بین‌المللی.
ی - فراهم کردن امکانات و زیرساخت‌های لازم برای گسترش فعالیت‌های‌ماهیگیری از جمله: توسعه، تجهیز، نگهداری و بهسازی بنادر صیادی.
ک - سازماندهی و تجهیز مراکز تخلیه صید کوچک و ارتقاء بهره‌وری بنادر ماهیگیری با رویکرد بهبود کیفیت، افزایش ارزش افزوده صید و گسترش مشارکت بخش غیردولتی.

## متن ماده ۴۶ قانون برنامه پنجم توسعه
ماده ۴۶ - به منظور بسط خدمات دولت الکترونیک، صنعت فناوری اطلاعات، سواد اطلاعاتی و افزایش بهره‌وری در حوزه‌های اقتصادی، اجتماعی و فرهنگی اقدامات زیر انجام می‌شود:
الف ـ وزارت ارتباطات و فناوری اطلاعات مکلف است نسبت به ایجاد و توسعه شبکه ملی اطلاعات و مراکز داده داخلی امن و پایدار با پهنای باند مناسب با رعایت موازین شرعی و امنیتی کشور مناسب اقدام و با استفاده از توان و ظرفیت بخشهای عمومی غیردولتی، خصوصی و تعاونی، امکان دسترسی پرسرعت مبتنی بر توافقنامه سطح خدمات را به صورتی فراهم نماید که تا پایان سال دوم کلیه دستگاه‌های اجرائی و واحدهای تابعه و وابسته و تا پایان برنامه، شصت درصد (۶۰٪) خانوارها و کلیه کسب و کارها بتوانند به شبکه ملی اطلاعات و اینترنت متصل شوند. میزان پهنای باند اینترنت بین‌الملل و شاخص آمادگی الکترونیک و شاخص توسعه دولت الکترونیک باید به گونه‌ای طراحی شود که سرانه پهنای باند و سایر شاخصهای ارتباطات و فناوری اطلاعات در پایان برنامه در رتبه دوم منطقه قرار گیرد. حمایت از بخشهای عمومی غیردولتی، خصوصی و تعاونی در صنعت فناوری اطلاعات کشور به ویژه بخش نرم‌افزار و امنیت باید به گونه‌ای ساماندهی شود که سهم این صنعت در تولید ناخالص داخلی در سال آخر برنامه به دو درصد (۲٪) برسد.
آئین‌نامه اجرائی این بند مشتمل بر حمایت از صنعت فناوری اطلاعات توسط وزارتخانه‌های ارتباطات و فناوری اطلاعات، صنایع و معادن و بازرگانی و معاونت ظرف شش ماه اول برنامه تهیه و به تصویب هیئت وزیران می‌رسد.
ب ـ کلیه دستگاه‌های اجرائی مکلفند ضمن اتصال به شبکه ملی اطلاعات و توسعه و تکمیل پایگاه‌های اطلاعاتی خود حداکثر تا پایان سال دوم برنامه بر اساس فصل پنجم قانون مدیریت خدمات کشوری اطلاعات خود را در مراکز داده داخلی با رعایت مقررات امنیتی و استانداردهای لازم نگهداری و به‌روزرسانی نمایند و بر اساس آئین‌نامه اجرائی که در شش‌ماهه اول برنامه توسط وزارت ارتباطات و فناوری اطلاعات و وزارت اطلاعات و معاونت، تهیه و به تصویب هیئت‌وزیران خواهد رسید نسبت به تبادل و به اشتراک‌گذاری رایگان اطلاعات به منظور ایجاد سامانه‌های اطلاعاتی و کاهش تولید و نگهداری اطلاعات تکراری در این شبکه با تأمین و حفظ امنیت تولید، پردازش و نگهداری اطلاعات اقدام نمایند.
قوه‌قضائیه از شمول این بند مستثنی است.
ج ـ کلیه دستگاه‌های اجرائی مکلفند:
۱ـ تا پایان سال دوم برنامه نسبت به ارسال و دریافت الکترونیکی کلیه استعلامات بین دستگاهی و واحدهای تابعه آنها با استفاده از شبکه ملی اطلاعات و رعایت امنیت اقدام نمایند.
۲ـ تا پایان برنامه، خدمات قابل ارائه خود را به صورت الکترونیکی از طریق شبکه ملی اطلاعات عرضه نمایند و نیز کلیه خدمات قابل ارائه در خارج از محیط اداری خود و قابل واگذاری یا برونسپاری را به دفاتر پستی و پیشخوان خدمات دولت که توسط بخشهای غیردولتی اعم از خصوصی یا تعاونی ایجاد و مدیریت می‌شود، واگذار کنند. سایر دفاتر دایر فعلی دستگاه‌های مذکور که این نوع خدمات را ارائه می‌کنند باید به دفاتر پیشخوان دولت تغییر یابند.
محدوده فعالیت و نهادهای مشمول و نیز ضوابط مربوط به دفاتر پیشخوان و خصوصیات اشخاص تشکیل‌دهنده و متصدیان آنها را قانون مشخص می‌کند.
۳ـ دولت مجاز است تا پایان سال اول برنامه نقشه جامع دولت الکترونیک را به گونه‌ای تهیه نماید که ارائه خدمات دولتی ممکن در پایان برنامه از طریق سامانه الکترونیکی انجام پذیرد.
د ـ وزارت کشور (سازمان ثبت احوال) مکلف است با همکاری دستگاه‌های ذی‌ربط همراه با تکمیل و اصلاح پایگاه اطلاعات هویتی به صورتی که شامل کلیه وقایع حیاتی نظیر تولد، ازدواج، طلاق، فوت و تغییرات مشخصات هویتی و صدور گواهی (امضاء الکترونیکی) و سایر کاربردها باشد، تا پایان برنامه نسبت به تأمین و صدور کارت هوشمند ملی چند منظوره برای آحاد مردم اقدام نماید. کلیه اشخاص حقیقی و حقوقی مشمول مکلفند در ارائه خدمات خود به مردم از این کارت استفاده نمایند. آئین‌نامه اجرائی این بند شامل زمانبندی، مصادیق، موارد شمول، سطح دسترسی، میزان و نحوه اخذ هزینه صدور کارت و نحوه استفاده از آن توسط وزارتخانه‌های ارتباطات و فناوری اطلاعات و کشور با هماهنگی معاونت تهیه و به تصویب هیئت وزیران می‌رسد.
هـ ـ معاونت نسبت به ایجاد زیرساخت ملی داده‌های مکانی (NSDI) در سطوح ملی تا محلی و تدوین معیارها و ضوابط تولید و انتشار آنها حداکثر تا پایان سال سوم برنامه اقدام نماید.

## متن ماده ۵۵ قانون برنامه پنجم توسعه
ماده ۵۵ - به منظور ایجاد یکنواختی در امر تولید نقشه و اطلاعات مکانی در کشور، راهبری، هماهنگی و اقدامات موردنیاز در زمینه کلیه فعالیتهای مرتبط با نقشه‌برداری و اطلاعات مکانی، عکسبرداری هوایی، تهیه و تولید نقشه‌های پوششی و شهری در مقیاسهای مختلف و نظارت بر آن در بخش غیرنظامی، برعهده سازمان نقشه‌برداری کشور است. دستورالعمل‌ها و استانداردهای مربوطه توسعه معاونت تهیه و ابلاغ می‌گردد.

## متن ماده ۶۸ قانون برنامه پنجم توسعه
ماده ۶۸ - به منظور تهیه آمار و اطلاعات موردنیاز برای محاسبه شاخصهای حوزه‌های تخصصی مختلف از قبیل:
۱ـ الگوی توسعه اسلامی ـ ایرانی
۲ـ ارزیابی سند چشم‌انداز بیست ساله کشور
۳ـ ارزیابی عملکرد قانون برنامه پنجم
۴ـ بهره‌وری ملی
۵ ـ توسعه انسانی
۶ ـ الگوی مصرف
۷ـ تدوین استانداردهای ملی
۸ ـ داده‌های مکانی
۹ـ آمایش سرزمین
۱۰ـ نظام اداری و مدیریت و فناوری اطلاعات
۱۱ـ اهداف توسعه هزاره (MDG)
۱۲ـ نقشه جامع علمی کشور
مرکز آمار ایران مکلف است پس از دریافت شناسنامه شاخصها، نسبت به عملیاتی‌کردن برنامه اجرائی مربوط شامل طرحهای آمارگیری، پایگاه اطلاعات آماری کشور، سامانه‌های اطلاعاتی ـ عملیاتی و زمان‌بندی اقدام کند و اعتبارات موردنیاز را حداکثر ظرف شش ماه تهیه و به تصویب شورای عالی آمار برساند.
دستگاه‌های اجرائی متولی حوزه‌های تخصصی فوق مکلفند شناسنامه‌های مربوط را حداکثر ظرف شش ماه پس از ابلاغ برنامه، به مرکز آمار ایران ارائه نمایند.
یک نفر از اعضاء کمیسیون برنامه و بودجه و محاسبات و یک نفر از اعضاء کمیسیون اقتصادی مجلس شورای اسلامی به عنوان ناظر در جلسات شورای عالی آمار شرکت می‌کنند.

## اعضای شورای عالی
- رئیس‌جمهور ایران (رئیس شورا) و در غیاب وی معاون اول رئیس‌جمهور
- وزیر صنعت، معدن و تجارت (دبیر شورا)
- نماینده ای از مجلس شورای اسلامی (ناظر شورا)
- وزیر راه و شهرسازی
- وزیر نفت
- وزیر دفاع و پشتیبانی نیروهای مسلح
- وزیر جهاد کشاورزی
- وزیر امور اقتصادی و دارایی
- رئیس سازمان برنامه و بودجه کشور
- رئیس سازمان حفاظت محیط زیست

## دبیرخانه شورای عالی صنایع دریایی کشور
بر اساس تبصره (۲) ماده (۲)، آیین‌نامه اجرایی قانون توسعه و حمایت از صنایع دریایی اولین رئیس دبیرخانه شورای عالی، در مهرماه سال ۱۳۸۷ با حکم دبیر وقت شورای عالی (وزیر وقت صنایع و معادن) منصوب گردید و دبیرخانه شورای عالی در وزارت صنایع و معادن تشکیل و فعالیت خود را آغاز کرد.
تبصره (۲) ـ دبیرخانه شورای عالی در وزارت صنایع و معادن تشکیل و رئیس دبیرخانه توسط وزیر صنایع و معادن انتخاب می‌گردد.

## دوره مدیران شورای عالی صنایع دریایی کشور
- رئیس شورا - مسعود پزشکیان (رئیس‌جمهور) - محمدرضا عارف (معاون اول رئیس‌جمهور)
- رئیس شورا - سید ابراهیم رئیسی (رئیس‌جمهور) - محمد مخبر (معاون اول رئیس‌جمهور) - (تعداد جلسات شورا در این دوره ۱ جلسه)
- رئیس شورا - حسن روحانی (رئیس‌جمهور) - اسحاق جهانگیری (معاون اول رئیس‌جمهور) - (تعداد جلسات شورا در این دوره ۲ جلسه)
- رئیس شورا - محمود احمدی‌نژاد (رئیس‌جمهور) - محمدرضا رحیمی (معاون اول رئیس‌جمهور) - (تعداد جلسات شورا در این دوره ۶ جلسه)

- دبیر شورا - سید محمد اتابک (وزیر صنعت، معدن و تجارت) - مرداد ۱۴۰۳ تاکنون
- دبیر شورا عباس علی‌آبادی (وزیر صنعت، معدن و تجارت) - خرداد ۱۴۰۲ تا مرداد ۱۴۰۳
- دبیر شورا مهدی نیازی (سرپرست وزارت صنعت، معدن و تجارت) - اردیبهشت ۱۴۰۲ تا خرداد ۱۴۰۲
- دبیر شورا سیدرضا فاطمی امین (وزیر صنعت، معدن و تجارت) -شهریور ۱۴۰۰ تا اردیبهشت ۱۴۰۲
- دبیر شورا سیدعلیرضا رزم حسینی (وزیر صنعت، معدن و تجارت) - مهر ۱۳۹۹ تا شهریور ۱۴۰۰
- دبیر شورا جعفر سرقینی (سرپرست وزارت صنعت، معدن و تجارت) - مرداد ۱۳۹۹ تا مهر ۱۳۹۹
- دبیر شورا حسین مدرس خیابانی (سرپرست وزارت صنعت، معدن و تجارت) - اردیبهشت ۱۳۹۹ تا مرداد ۱۳۹۹
- دبیر شورا رضا رحمانی (وزیر صنعت، معدن و تجارت) - ۱۳۹۷ تا ۱۳۹۹
- دبیر شورا محمدرضا نعمت‌زاده (وزیر صنعت، معدن و تجارت) - ۱۳۹۲ تا ۱۳۹۷
- دبیر شورا مهدی غضنفری (وزیر صنعت، معدن و تجارت) - ۱۳۹۰ تا ۱۳۹۲
- دبیر شورا علی‌اکبر محرابیان (وزیر صنایع و معادن) - ۱۳۸۷ تا ۱۳۹۰

- ناظر شورا سید مهدی مقدسی (نماینده مجلس شورای اسلامی) تیر 1395 تا مرداد 1399
- ناظر شورا علی‌اکبر کریمی (نماینده مجلس شورای اسلامی) مرداد 1399 تا مرداد 1401

- ناظر شورا  عبدالناصر درخشان (نماینده مجلس شورای اسلامی) مرداد 1401 تا مرداد 1403
- ناظر شورا ابوالقاسم جراره (نماینده مجلس شورای اسلامی) مرداد 1403 تاکنون

- محمد مهدی سالاری (رئیس دبیرخانه شورای عالی) - ۱۴۰۲ تاکنون
- سعید جعفری (رئیس دبیرخانه شورای عالی) - ۱۴۰۰ تا ۱۴۰۲
- سیامک سیدمرندی (رئیس دبیرخانه شورای عالی) - ۱۳۹۷ تا ۱۴۰۰
- احمد رفعت (رئیس دبیرخانه شورای عالی) - ۱۳۹۳ تا ۱۳۹۷
- محمد محمودی (رئیس دبیرخانه شورای عالی) - ۱۳۸۹ تا ۱۳۹۳
- سیدحسین میرافضلی (رئیس دبیرخانه شورای عالی) - ۱۳۸۷ تا ۱۳۸۹

## اعضای کمیسیون راهبری شورا (کمیسیون تخصصی)
- نماینده وزارت صنعت، معدن و تجارت (معاون وزیر)
- نمایندگان وزارت راه و شهرسازی (معاون وزیر و رئیس سازمان بنادر و معاون وزیر و رئیس سازمان هواشناسی کشور)
- نماینده وزارت نفت (معاون وزیر)
- نماینده وزارت دفاع و پشتیبانی نیروهای مسلح (معاون وزیر)
- نماینده وزارت جهاد کشاورزی (معاون وزیر و رئیس سازمان شیلات)
- نماینده وزارت امور اقتصادی و دارایی (معاون وزیر)
- نماینده سازمان برنامه و بودجه کشور (معاون سازمان)
- نماینده سازمان حفاظت محیط زیست (معاون دریایی سازمان)
- نماینده وزارت علوم تحقیقات و فناوری (معاون وزیر)
- نماینده بانک مرکزی (معاون بانک مرکزی)
- نمایندگانی از استان‌های ساحلی (استاندار)
- رئیس دبیرخانه شورای عالی (دبیر کمیسیون)
- نماینده‌ای از نهاد ریاست‌جمهوری

کمیسیون راهبری شورای عالی برای تصمیم‌سازی مناسب‌تر، حسب مورد، می‌تواند کارگروه‌های تخصصی (کمیته‌های تخصصی) را به ریاست یکی از اعضاء و همچنین گروه‌های ویژه‌ای را به‌صورت دائمی یا موقت، فعال نماید. کارگروه‌های تخصصی فعال شده در این شورا عبارتند از:
1. کارگروه (کمیته) تخصصی امور اقتصادی و زیربنایی
2. کارگروه (کمیته) تخصصی امور فنی، تولیدی و فناوری
3. کارگروه (کمیته) تخصصی آموزشی و پژوهشی و امور اجتماعی و فرهنگ دریایی
4. کارگروه (کمیته) تخصصی امور حقوقی

## گروه‌های ویژه زیر شاخه
- اقتصاد دریا
- حقوق دریایی
- صنعت دریایی
- تدوین بسته سیاستی رفع موانع تولید در صنایع دریایی
- برنامه‌ریزی و تدوین اسناد راهبردی توسعه و چشم‌انداز دریایی کشور
- تدوین شیوه اجرای تبصره (۵) ماده (۱) قانون (موضوع ماده ۳۴ قانون برنامه چهارم توسعه)
- جذب منابع صندوق توسعه صنایع دریایی - بررسی موانع حقوقی
- بیمه فعالیتهای دریایی
- پژوهش‌های دریایی
- فناوری‌های دریایی
- آموزش‌های دریایی
- فرهنگ دریایی
- اطلاع‌رسانی دریایی
- استانداردهای دریایی
- یکسان‌سازی اصطلاحات قانونی دریایی
- شیلات و فعالیت‌های وابسته
- توسعه معادن جنوبی کشور
- خدمات دریایی و آب رسانی و سوخت‌رسانی دریایی
- گردشگری دریایی
- جغرافیای توسعه و آمایش سرزمین
- محرومیت زدایی از جزایر و سواحل و مدیریت مناطق ساحلی
- زیرساخت فضایی داده‌های مکانی دریایی (MSDI)
- محیط زیست دریایی و توسعه پایدار